# Honda CBF
L'Honda CBF è una gamma di motociclette caratterizzate dalla voluta assenza di predisposizioni specialistiche, prodotte dalla casa nipponica Honda. L'obiettivo di questa gamma non è di soddisfare le esigenze d'uso in velocità, fuoristrada o lunghi viaggi, ma di fornire un veicolo dal costo contenuto, adatto alla circolazione urbana ed extraurbana a breve raggio e di tranquillo divertimento, come indica la sigla CBF, che sta per City Bike Fun.

## Produzione e mercato
Il progetto ha preso concretezza commerciale nel 2004, con la messa in vendita dei modelli  Honda CBF 250, Honda CBF 500 e CBF 600, aggiornati nel 2006 e affiancati dalla Honda CBF 1000, ulteriormente aggiornati nel 2008 con la CBF 125.

### 125
Versione da 125 cc introdotta nel 2008.

### 250
Versione principalmente riservata al mercato asiatico e spagnolo a partire dal 2004, è dotata di un monocilindrico verticale raffreddato ad aria che eroga circa 22 CV.

### 500 e 600
Ben più potenti le "CBF 500" e "600", entrambe costruite nello stabilimento italiano di Atessa: la prima dotata di un bicilindrico parallelo da 57 CV e la seconda mossa da una quadricilindrico in linea frontemarcia da 77 CV.
La versione da 500 cm³ è stata prodotta dal 2004 al 2007 e poi ripresentata nel 2013 ed aggiornata nel 2016 con forcella regolabile ed aggiornata nell'immagine, oltre ad usare luci a LED.
Per quanto riguarda la versione da 600, questa è disponibile da gennaio 2010 solo nella versione "S" (semicarenata). Mentre cessa di essere venduta la versione "N" (naked).

### 1000
La versione di maggior cilindrata, costruita in Giappone, monta anch'essa un propulsore quadricilindrico, ma accreditato di 98 CV all'albero.
Con un sovrapprezzo di circa 600 euro è possibile avere l'impianto frenante con ABS che, sul CBF 1000 versione ST, è di serie insieme alle motovaligie laterali.
Le colorazioni 2007 sono "Quasar Silver Metallic", "Candy Xenon Blue", "Interstellar Black Metallic" e "Emergency Red Metallic".